# Mia Martini
Mia Martini, född 20 september 1947 i Bagnara Calabra i Kalabrien, död 12 maj 1995 i Milano, var en italiensk sångare. Hon var syster till Loredana Bertè och därmed svägerska till Björn Borg.
Hon representerade Italien två gånger i Eurovision Song Contest. 1977 med "Libera" (13:e plats) och 1992 med "Rapsodia" (4:e plats).
Hon hittades död i sin lägenhet nära Milano. Dödsorsaken var en överdos av smärtstillande läkemedel.
År 2019 släpps den biografiska filmen Io sono Mia, regisserad av Riccardo Donna.